# Witold Dobrowolski (dziennikarz sportowy)
Witold Dobrowolski (ur. 15 listopada 1912 w Sosnowcu, zm. 14 lipca 1975 w Warszawie) – radiowy i telewizyjny sprawozdawca i dziennikarz sportowy.

## Życiorys
Urodził się 15 listopada 1912 w Sosnowcu, w rodzinie Adama i Leokadii z domu Piga. W 1931 ukończył I Państwowe Gimnazjum Męskie im. Bolesława Prusa w Sosnowcu i rozpoczął studia w Wyższej Szkole Handlowej w Warszawie. Po ukończeniu trzech semestrów zgłosił się do odbycia obowiązkowej służby wojskowej. Ukończył Dywizyjny Kurs Podchorążych Rezerwy 23 DP przy 73 pułku piechoty w Katowicach. Jesienią 1934 został zwolniony do rezerwy. Na stopień podporucznika został mianowany ze starszeństwem z 1 stycznia 1936 i 2959. lokatą, a na stopień porucznika ze starszeństwem z 1 stycznia 1938 i 478. lokatą w korpusie oficerów rezerwy piechoty. 
15 listopada 1934 rozpoczął pracę w Wydziale Kontroli Polskiego Radia.
W sierpniu 1939 został zmobilizowany do 81 pułku piechoty w Grodnie . W jego szeregach walczył w kampanii wrześniowej. Dostał się do niemieckiej niewoli . Przebywał w Oflagu VII A Murnau.
Znany przede wszystkim jako komentator Wyścigu Pokoju. Autor wielu publikacji, m.in. współautor książki Piękno i gorycz sportu.
Pierwszy mąż Leny Choynowskiej. 
Witold Dobrowolski spoczął na cmentarzu parafialnym przy ulicy Zuzanny w Sosnowcu.

## Ordery i odznaczenia
- Krzyż Kawalerski Orderu Odrodzenia Polski (1954)[12]
- Srebrny Krzyż Zasługi dwukrotnie (po raz drugi w 1953)[13]
- Medal 10-lecia Polski Ludowej (1955)[14]